# ルビュー・アンシクロペディーク
ルビュー・アンシクロペディーク (仏：Revue encyclopédique) は、フランスの百科全書的な月刊誌。マルク・アントワーヌ・ジュリアンによって1819年に設立された。

## 歴史
本誌の完全なタイトルは、「文学・科学・芸術における最も注目すべき作品の百科事典的レビューまたは合理的な分析」であり、1819年から1835年にかけて、出版社「ボールドウィン・フレール」から刊行された。
それは、マリー・フランソワ・ドルーイン（Marie-François Drouhin）の「マガザン・アンシクロペディーク」または「ジュルナル・デ・スィヤーンス・デ・レトレス・エ・デ・アール (Journal des sciences, des lettres et des arts)」(1792-1816) 、オーバン・ルイ・ミリンの「アナール・アンシクロペディーク (Annales encyclopédiques)」(1817-1818)に続くものであった。
その後、1845年にタイトルを「ヌーヴェル・ルビュー・アンシクロペディーク (Nouvelle Revue encyclopédique)」と変えて刊行が再開され、アドルフ・ノエル・デ・ヴェルジェとジャン・ヤノスキの監修、パリの出版社「Fimin-Didot frères」の編集により1848年まで刊行され、その後1891年から99年までエディシオン・ラルースから刊行された。
出版社の事務局長、エドメ＝ジョアシャン・エロー（Edme-Joachim Héreau）はフランスに初めてロシア文学を紹介した人物の一人であり、その貢献は大きなものがあった。また海外の多数の特派員も世界中の読者のために多くの記事を書いた。これは「ル・グロブ」と並んで当時の左翼的な重要な機関と見なされ、進歩的な知見に多くの影響を与えた。

## 内容
- 記録と掲示
- 分析
- 物理学・自然科学・工業芸術
- 道徳・政治・歴史科学
- 文学・美術
- 書誌情報

## 関連紙誌
※発刊順に列記
- ルビュー・アンシクロペディーク
- ル・マガザン・ピトレスク
- エル・ムセオ・ウニベルサル
- ヴォクルグ・スヴェタ
- ル・マガザン・デデュセシオン・エ・ドゥ・レクレアシオン
- ル・ジュルナル・ドゥ・ラ・ジュネス
- リルスタツィオーネ・イタリアーナ（イタリア語版）
- ラ・スィヤーンス・イリュストレ
- ジュルナル・デ・ヴォヤージュ
- スィヤーンス・エ・ヴォヤージュ